# خوليان ألفاريز
خوليان ألفاريز (بالإسبانية: Julián Álvarez) (مواليد 31 يناير 2000) لاعب كرة قدم أرجنتيني يلعب مهاجمًا لنادي أتلتيكو مدريد الإسباني و‌منتخب الأرجنتين.

## مسيرته الدولية
حقق كاس العالم 2022 في قطر مع منتخب الارجنتين وقد سجل 4 أهداف في تلك النسخة

## الإحصائيات

### النادي
| النادي        | الموسم   | الدوري            | الدوري | الدوري  | كأس وطني | كأس وطني | كأس دوري | كأس دوري | قاري   | قاري    | أخرى   | أخرى    | المجموع | المجموع |
| النادي        | الموسم   | الدرجة            | الظهور | الأهداف | الظهور   | الأهداف  | الظهور   | الأهداف  | الظهور | الأهداف | الظهور | الأهداف | الظهور  | الأهداف |
| ------------- | -------- | ----------------- | ------ | ------- | -------- | -------- | -------- | -------- | ------ | ------- | ------ | ------- | ------- | ------- |
| ريفر بليت     | 2018–19  | الدوري الأرجنتيني | 5      | 2       | 1        | 0        | —        | —        | 1      | 0       | 1      | 0       | 8       | 5       |
| ريفر بليت     | 2019–20  | الدوري الأرجنتيني | 7      | 0       | 3        | 1        | 2        | 0        | 5      | 1       | —      | —       | 17      | 2       |
| ريفر بليت     | 2020     | الدوري الأرجنتيني | 10     | 2       | 3        | 1        | 1        | 1        | 11     | 5       | —      | —       | 25      | 9       |
| ريفر بليت     | 2021     | الدوري الأرجنتيني | 35     | 20      | —        | —        | —        | —        | 10     | 2       | 1      | 2       | 46      | 24      |
| ريفر بليت     | 2022     | الدوري الأرجنتيني | 17     | 11      | 1        | 1        | 0        | 0        | 8      | 6       | 0      | 0       | 26      | 18      |
| ريفر بليت     | المجموع  | المجموع           | 74     | 34      | 8        | 3        | 3        | 1        | 35     | 14      | 2      | 2       | 122     | 54      |
| مانشستر سيتي  | 2022–23  | الدوري الإنجليزي  | 31     | 9       | 5        | 3        | 2        | 1        | 10     | 3       | 1      | 1       | 49      | 17      |
| مانشستر سيتي  | 2023–24  | الدوري الإنجليزي  | 36     | 11      | 6        | 1        | 1        | 0        | 7      | 5       | 4      | 2       | 54      | 19      |
| مانشستر سيتي  | المجموع  | المجموع           | 67     | 20      | 11       | 4        | 3        | 1        | 17     | 8       | 5      | 3       | 103     | 36      |
| أتلتيكو مدريد | 2024–25  | الدوري الإسباني   | 15     | 5       | 1        | 2        | —        | —        | 5      | 3       | 0      | 0       | 21      | 10      |
| الإجمالي      | الإجمالي | الإجمالي          | 156    | 59      | 20       | 9        | 6        | 2        | 57     | 25      | 7      | 5       | 246     | 100     |

1. ↑  المباريات في كأس الأرجنتين، وكأس الاتحاد الإنجليزي، وكأس ملك إسبانيا
2. ↑  المباريات في كأس رابطة الأندية الإنجليزية المحترفة
3. ↑  مباراة في كوبا ليبرتادوريس
4. ↑  مباراة في كأس العالم للأندية
5. 1 2 3
6. ↑  مباراة واحدة في درع الاتحاد الإنجليزي
7. ↑  مباراة واحدة في درع الاتحاد الإنجليزي، و مباراة واحدة في كأس السوبر الأوروبي، و مباراتين في كأس العالم للأندية

### المنتخب
| المنتخب الوطني | السنة   | الظهور | الأهداف |
| -------------- | ------- | ------ | ------- |
| الأرجنتين      | 2021    | 5      | 0       |
| الأرجنتين      | 2022    | 13     | 7       |
| المجموع        | المجموع | 18     | 7       |

الأهداف والنتائج هي حصيلة أهداف الأرجنتين.
أولاً، يشير عمود الهدف إلى نتيجة المباراة بعد كل هدف من أهداف الفاريز. وفي عمود النتيجة؛ تُظهر النتيجة النهائية للمباراة.
| رقم. | التاريخ        | الملعب                                        | المباراة | الخصم                    | الهدف | النتيجة | المنافسة               |
| ---- | -------------- | --------------------------------------------- | -------- | ------------------------ | ----- | ------- | ---------------------- |
| 1    | 29 مارس 2022   | مونومنتال إيسيدرو روميرو، غواياكيل, الإكوادور | 7        | الإكوادور                | 1–0   | 1–1     | تصفيات كأس العالم 2022 |
| 2    | 27 سبتمبر 2022 | Red Bull Arena، Harrison, الولايات المتحدة    | 11       | جامايكا                  | 1–0   | 3–0     | مباراة ودية            |
| 3    | 16 نوفمبر 2022 | مدينة زايد الرياضية، أبو ظبي، الإمارات        | 12       | الإمارات العربية المتحدة | 1–0   | 5–0     | ودية                   |
| 4    | 30 نوفمبر 2022 | استاد 974، الدوحة، قطر                        | 15       | بولندا                   | 2–0   | 2–0     | كأس العالم 2022        |
| 5    | 3 ديسمبر 2022  | ملعب أحمد بن علي، الريان، قطر                 | 16       | أستراليا                 | 2–0   | 2–1     | كأس العالم 2022        |
| 6    | 13 ديسمبر 2022 | استاد لوسيل، لوسيل, قطر                       | 18       | كرواتيا                  | 2–0   | 3–0     | كأس العالم 2022        |
| 7    | 13 ديسمبر 2022 | استاد لوسيل، لوسيل, قطر                       | 18       | كرواتيا                  | 3–0   | 3–0     | كأس العالم 2022        |

## الإنجازات
ريفر بليت
- الدوري الأرجنتيني: 2021
- كأس الأرجنتين: 2018–19
- كأس السوبر الأرجنتيني: 2019
- تروفيو دي كامبيونيس: 2021
- كوبا ليبرتادوريس: 2018
- ريكوبا سودأمريكانا: 2019

مانشستر سيتي
- الدوري الإنجليزي الممتاز: 2022–23، 2023–24
- كأس الاتحاد الإنجليزي: 2023
- دوري أبطال أوروبا: 2022–23
- كأس السوبر الأوروبي: 2023
- كأس العالم للأندية: 2023

الأرجنتين تحت 23
- بطولة كونميبول المؤهلة للألعاب الأولمبية: 2020

الأرجنتين
- كأس العالم: 2022[5]
- كوبا أمريكا: 2021، 2024[6]
- كأس الأبطال كونميبول–يويفا: 2022[7]

الفردية
- هداف الدوري الأرجنتيني: 2021 (18 هدفًا)
- جائزة أفضل لاعب في أمريكا الجنوبية: 2021
- فريق العام في أمريكا الجنوبية من مجلة إل باييس: 2021

## وصلات خارجية
- جولييان ألفاريز على موقع الاتحاد الأوربي (الإنجليزية)
- جولييان ألفاريز على موقع إي إس بي إن إف سي (الإنجليزية)
- جولييان ألفاريز على موقع قاعدة بيانات كرة القدم.إي يو (الإنجليزية)
- جولييان ألفاريز على موقع ليكيب (الفرنسية)
- جولييان ألفاريز على موقع ناشيونال فوتبول تيمز (الإنجليزية)
- جولييان ألفاريز على موقع Soccerbase.com (لاعب) (الإنجليزية)
- جولييان ألفاريز على موقع Soccerway.com (الإنجليزية)
- جولييان ألفاريز على موقع عالم كرة القدم.نت (الإنجليزية)
- جولييان ألفاريز على موقع اللجنة الأولمبية الدولية (الإنجليزية)